# Andrea Carraro
Andrea Carraro (Roma, 2 novembre 1959) è uno scrittore italiano.

## Biografia
Dopo la pubblicazione di A denti stretti, romanzo che racconta l'iniziazione sessuale di un gruppo di adolescenti, pubblica nel 1994 Il branco. Il romanzo è la storia di uno stupro di gruppo ai danni di due autostoppiste tedesche nei pressi di Roma, dal quale è stato tratto l'omonimo film di Marco Risi (con la partecipazione dell'autore alla sceneggiatura); il libro era stato inizialmente pubblicato sulla rivista Nuovi Argomenti. Ha pubblicato poi L'erba cattiva, storia di un parricidio che matura in un degradato paese dell'hinterland romano e il melodramma sociale La ragione del più forte (premio Acri, premio Il Molinello).
Scrive inoltre la raccolta di racconti romani La lucertola (Premio Cocito-Montà d'Alba) e il romanzo Non c'è più tempo (Premio Mondello, Premio Bari), che narra la discesa nella depressione di un bancario romano che, dopo il tradimento della moglie, perde il lavoro, la casa e diventa un senza tetto. Nel 2007 pubblica Il sorcio, riedito nel 2020 da Elliot edizioni in una nuova edizione ampliata, romanzo che affronta il tema del mobbing, mettendo in scena  quasi un "duello" fra due impiegati di banca a colpi di minacce, fatture e picchiatori prezzolati. Nel 2009 esce Il gioco della verità, una raccolta di racconti che hanno ancora la città di Roma come sfondo. Nel 2010 pubblica la raccolta di reportage narrativi Da Roma a Roma. Viaggio nella periferia della capitale, introdotto da un saggio critico di Raffaele Manica.
Nel 2013 pubblica Come fratelli, romanzo di formazione che narra l'amicizia fra uno scrittore e un "santone televisivo", che procede fra rotture e pacificazioni.
Nel corso del 2017 è uscito il romanzo Sacrificio, nel quale un padre abbraccia fino in fondo, fino alle estreme conseguenze, la sofferenza e il dolore della figlia eroinomane. 
Un suo racconto - Il balcone - è stato inserito nel Meridiano Mondadori Racconti Italiani del Novecento curato da Enzo Siciliano. Ha realizzato per la RAI iFl radiodramma La confessione. Nel corso del 2013 esce una sua raccolta di racconti in versi: Questioni private. Collabora con riviste (Nuovi argomenti, Lo Straniero, Reset, Succedeoggi.it) e testate giornalistiche fra cui Il Messaggero.
Ha insegnato scrittura creativa in vari contesti.

## Pubblicazioni

### Romanzi
- A denti stretti, romanzo, Gremese, Roma, 1990
- Il branco, romanzo, Theoria, Roma, 1994
- L'erba cattiva, romanzo, Giunti, Firenze, 1996
- La ragione del più forte, romanzo, Feltrinelli, Milano, 1999
- La lucertola, racconti, Rizzoli, Milano, 2001
- Non c'è più tempo, romanzo, Rizzoli, Milano, 2002
- Botte agli amici, saggio, Gaffi, Roma, 2005
- Il sorcio, romanzo, Gaffi, Roma, 2007
- Il gioco della verità, racconti, Hacca, Matelica, 2009
- Da Roma a Roma. Viaggio nelle periferie della capitale, racconti-reportage, Ediesse, Roma, 2010
- Come fratelli, romanzo, Barbera, Siena, 2013
- Questioni private, racconti in versi, Marco Saya editore, Milano, 2013
- Tutti i racconti, racconti, Melville, Siena, 2016
- Sacrificio, romanzo, Castelvecchi, Roma, 2017
- Il sorcio, romanzo, Elliot, Roma, 2020
- Sconsigli d'autore - Manualetto di sopravvivenza per scrittori disorientati, Galaad, Giulianova, 2023

### Racconti
Racconti pubblicati in antologie collettive:
- Patrie impure (Rizzoli)
- Strettamente personale (Edizioni Pendragon)
- Laboriosi oroscopi (Ediesse)
- Interni romani (Biblioteca La Repubblica)
- Incubi (Baldini Castoldi Dalai), curato da Raul Montanari.
- Storie di martiri, ruffiani e giocatori (Caratteri Mobili), curato da Vicolo Cannery.
- Il paese è reale (Barney), curato da Davide Bregola.